# Klaus Mitteldorf
Klaus Mitteldorf (Pseudonym Klaus Meiodavila, * 23. Juni 1953 in São Paulo) ist ein brasilianischer Fotograf und Dokumentarfilmer, der Mitte der 1970er Jahre in erster Linie mit Fotos und Filmen aus der damals noch wenig bekannten brasilianischen Surferszene auf sich aufmerksam machte.

## Leben
Klaus Mitteldorf wuchs als Sohn eines Deutschen und einer Brasilianerin in São Paulo auf und besuchte dort eine deutschsprachige Schule. Als Zwölfjähriger bekam er von seinem Vater seine erste Kamera, eine Yashica Mimi, mit der er viel fotografierte und herumexperimentierte, allerdings ohne irgendwelche Ambitionen, daraus einen Beruf zu machen. Mit achtzehn Jahren ging auf eine Schule in Europa, kehrte 1974 nach Brasilien zurück und begann an der Braz-Cubas-Universität in Mogi das Cruzes Architektur zu studieren. Das Studium schloss er 1979 ab, jedoch ohne jemals als Architekt zu arbeiten. Mitteldorf lebt in São Paulo.

## Werdegang
An der Universität lernte Mitteldorf Kommilitonen aus der Surferszene, von der er bis dahin wenig wusste, kennen, die ihn einluden mit ihnen an den Strand zu kommen. Er selber bekam zwar auch an Spaß am Surfen, allerdings ohne allzu große Leidenschaft. Dafür packte ihn die Begeisterung, diesen Sport und das ganze Drumherum am Strand bildlich festzuhalten. Im Jahr darauf wurden seine ersten Fotos in und auf der Titelseite der Zeitschrift Surf aus Rio de Janeiro abgedruckt.
Einer seiner Freunde bekam in diesem Jahr eine Super-8-Kamera und animierte ihn, das Ganze auch zu filmen. So machte er damit 1975 seinen ersten eineinhalb Stunden langen Dokumentarfilm, Terral, den er selber, ohne irgendeine Erfahrung darin, zuhause schnitt und mit Musik unterlegte. Mit diesem Film, der als der erste über dieses Thema in Brasilien gilt, hatte er so großen Erfolg, dass er vielfach eingeladen wurde, ihn zu zeigen.
Nachdem Fotos von ihm in diversen brasilianischen Zeitschriften wie der Pop, Claudia Moda, Casavogue, Vogue sowie Veja veröffentlicht wurden, hatte Klaus Mitteldorf 1981/82 seine ersten Einzelausstellungen in Rio und São Paulo. In dieser Zeit gründete er sein eigenes Studio und arbeitete für viele große Agenturen, auch in Deutschland, wo er von 1988 bis 1996 wohnte. Er hat bis heute weltweit diverse Bildbände herausgebracht, auch in Deutschland sowie der Schweiz. Neben vielen Einzelausstellungen nahm er auch an Gemeinschaftsausstellungen teil.
Auch als Mode- und Aktfotograf sowie mit experimenteller Fotografie hat sich Klaus Mitteldorf seit den 1980er Jahren einen Namen gemacht. 2008 wurde er mit dem Overseas Photographer Prize des Fotofestivals der Stadt Higashikagawa in Japan ausgezeichnet.
Mitteldorfs erster Spielfilm, „Vou Nadar até Você“ (Ich werde bis zu dir schwimmen) mit Bruna Marquezine und Peter Ketnath, wurde am 19. August 2019 auf dem Filmfestival von Gramado uraufgeführt und kam am 5. März 2020 in Brasilien in die Kinos. Er führte Regie und schrieb am Drehbuch mit.

## Einzelausstellungen (Auswahl)
- 2013: Work Klaus Mitteldorf 1983–2013, Museu de Arte Brasileira da Fundação Armando Álvares Penteado, São Paulo
- 2011: The Last Cry, Galerie Adler, Paris Photo, Paris
- 2011: São Paulo Blues, Museu da Imagem e do Som, São Paulo
- 2008: Cries and Visions, Higashikawa, Japan
- 2006: Introvisão, Pinacoteca do Estado de São Paulo, São Paulo
- 2001: Katharsis, Estação Clínicas do Metrô e Espaço Paul Mitchell, São Paulo
- 2000: Museu da Imagem e do Som, Salvador (Bahia)
- 2000: O Último Grito, Galeria dos Arcos, Usina do Gasômetro, Porto Alegre
- 1999: O Último Grito, Museu Metropolitano de Arte, Curitiba
- 1998: O Último Grito, Pinacoteca do Estado de São Paulo, São Paulo
- 1995: Divas, Museu Brasileiro da Escultura, São Paulo
- 1993: Klaus Mitteldorf Photographs, Palacete IBM, Curitiba
- 1993: Klaus Mitteldorf Photographs, Fundação Prometeus Libertus, Florianópolis
- 1992: Klaus Mitteldorf Photographs, Casa da Fotografia Fuji, São Paulo
- 1989: Norami, Galeria São Paulo, São Paulo
- 1982: Fiorucci Gallery, Rio de Janeiro
- 1982: Galeria Itaú, São Paulo

## Buchveröffentlichungen
- 2016: Next. Editoria Damiani, Bologna 2016, ISBN 978-8-86208-456-7
- 2013: Photographs 1983–2013. Editoria Damiani, Bologna 2013,  ISBN 978-8-86208-291-4
- 2011: São Paulo Blues. Editora Terra Virgem, São Paulo 2011, ISBN 978-8-58598-159-4
- 2006: Introvisão. Editora Cosac & Naify, São Paulo 2006, ISBN 978-85-7979-060-7
- 2005: Almaquática, (mit David Carson und Sidney Tenucci). Editora Terra Virgem, São Paulo 2005, ISBN 978-8-58598-144-0
- 2005: Mermaids, (mit Sven Hoffmann). Gingko Press, Hamburg 2005, ISBN 978-1-58423-218-6
- 2005: Coleção SENAC de Fotografia: Klaus Mitteldorf, Band 9, (mit Texten von Simonetta Persichetti und Thales Trigo). Editora SENAC, São Paulo 2005, ISBN 978-857359-466-9
- 2001: Katharsis, (mit Alexandre Dórea Ribeiro). Editora DBA, São Paulo 2001, ISBN 978-8-57234-219-3
- 1998: O Último Grito, (mit Rubens Fernandes Júnior). Editora Terra Virgem, São Paulo 1998, ISBN 978-2-88046-361-8
- 1992: International Nude Photograph. Verlag Gerhard Götze, München 1992, ISBN 978-2-88046-092-1
- 1992: Photographs, (mit Texten von Reinhold Mißelbeck und Luis Paulo Baravelli). Art Forum, Basel 1992, ISBN 3-92322-405-2
- 1989: Norami. Verlag RotoVision, Mies, Schweiz / Verlag Watson-Guptill, New York 1989, ISBN 978-2-88046-092-1
- 1993: Portfolio. Verlag Agenes Schwenzel, Nürnberg 1993